# Hualālai
Hualālai – uśpiony wulkan tarczowy zlokalizowany na amerykańskiej wyspie Hawaiʻi, należącej do archipelagu Hawajów. Jest to trzeci pod względem wieku oraz aktywności wulkan na wyspie Hawaiʻi (tworzonej przez pięć wulkanów). Jest również najbardziej wysuniętym na zachód wulkanem wyspy. Jego wysokość wynosi 2521 m n.p.m. Szacuje się, iż Hualālai wzniósł się ponad poziom oceanu około 300 000 lat temu. Pomijając fakt bardzo niskiej aktywności od czasów ostatniego wybuchu w 1801 roku, Hualālai jest wciąż uważany za aktywny i przewiduje się jego erupcję w ciągu następnych stu lat. Względne nieprzygotowanie mieszkańców regionu spowodowane zastojem w aktywności wulkanu znacząco pogorszyłoby skutki takiego zdarzenia. 
Region wulkanu jest zamieszkany od wieków przez hawajskich tubylców. Jest on popularną atrakcją turystyczną, a także miejscem występowania wielu rzadkich gatunków roślin oraz kilku rezerwatów przyrody. Wzdłuż wybrzeża w pobliżu Hualālai znajduje się wiele ośrodków wypoczynkowych i Narodowy Park Historyczny.

Mapa topograficzna

## Geologia

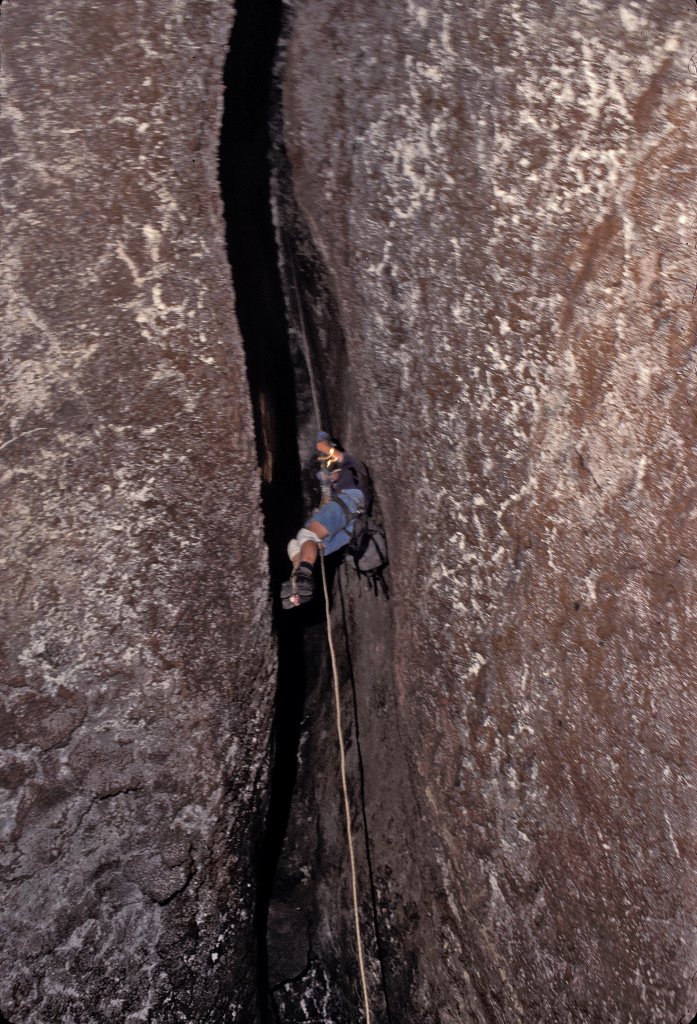
Nieaktywny przewód lawowy

### Struktura
Hualālai wznosi się na wysokość 2521 m, a jego wybitność wynosi 936 m. Wulkan jest podzielony na trzy strefy ryftu, wzdłuż których znajduje się ponad 100 stożków wulkanicznych. Hualālai nie posiada kaldery na szczycie, aczkolwiek około 0,5 km od wierzchołka znajduje się krater wulkaniczny. Większość z południowego stoku (znajdującego się powyżej miasta Kailua) składa się z lawy pokrytej warstwą pyłu wulkanicznego o grubości od 10 do 100 cm.. Jest to trzeci pod względem wysokości, wieku i aktywności wulkan na wyspie Hawaiʻi; zajmuje tylko 7% powierzchni wyspy.
Nieopodal szczytu znajduje się „Pomarszczone Wzgórze” (haw. Puʻu Waʻawaʻa) – wulkaniczny stożek o wysokości 372 metrów, średnicy ponad 1,6 km. Stożek zbudowany jest z trachitu, rodzaju lawy wulkanicznej nie występującym na żadnym innym wulkanie na Hawajach. Trachitowe potoki płyną o wiele wolniej od typowej „cieknącej” hawajskiej lawy, co spowodowane jest wysoką (ponad 62%) zawartością krzemu (typowy bazalt zawiera do 50% krzemu). Geolodzy przypuszczają, iż Puʻu Waʻawaʻa powstała podczas erupcji pumeksu ponad 100 000 lat temu i od tamtego czasu powiększała się dzięki co najmniej trzem trachitowym potokom. Erupcje wulkanu spowodowały powstanie charakterystycznej struktury znanej jako grzbiet Puʻu Anahulu, wysokości do 275 m, ciągnący się na 9 km w dół zbocza góry. 
Zachodnie zbocze Hualālai tworzy podwodną skarpę o powierzchni około 1000 km², znaną jako „North Kona slump“ sięgającą do 4,5 km poniżej lustra wody. Obszar ten został zbadany dokładnie w 2001 roku dzięki amerykańsko-japońskiemu projektowi mającym na celu zbadanie zbocza wulkanu, używając zdalnie kierowanego pojazdu podwodnego Kaikō. Zebrane informacje wykazały, iż powstała tam lawa płynie na głębokościach od 500 do 1000 metrów i w przeciwieństwie do innych wulkanów, skarpa Hualālai kształtuje się stopniowo. 
Na Haulālai znajdują się liczne złoża ksenolitów, skał występujących w płaszczu ziemskim, które zostały wyniesione na powierzchnię dzięki lawie wydobywającej się z wulkanu. Wiele skał znajdowanych w obszarze wulkanu, pochodzących m.in. z wybuchu wulkanu w 1801 roku, zawiera dużą ilość ksenolitów.
Kartografia geologiczna wulkanu wykazała, iż 80% powierzchni wulkanu zostało pokryte lawą w ciągu ostatnich 5000 lat. W całości utworzona została ona przez alkaliczny bazalt.